# سید مرتضی طائر جهرمی
سید مرتضی طایر جهرمی متخلص به طایر در سال ۱۲۷۷ هجری قمری در جهرم متولد شد. در اوایل عمر مدتی به تحصیل علوم مختلف پرداخت و مدتی را نیز به سیر و سیاحت پرداخت و سی سال آخر عمر را در جهرم مسکن گزید.
از جمله آثار این شاعر می‌توان به اصلاح مختارنامه اشاره کرد.